# Dianthus plumarius
Garofița roz este o specie de plantă cu flori din genul Dianthus(garofiță).